# Аднан, Хадер
Хадер Аднан (Хадер Аднан Мохаммад Муса, иногда Кадер Аднан араб. خضر عدنان‎; 24 марта 1978, Арраба — 2 мая 2023, тюрьма Аялон) — один из лидеров палестинской исламистской вооружённой группировки Палестинский исламский джихад (ПИД), признанной террористической организацией в США, Евросоюзе, Великобритании, Канаде, Австралии, Новой Зеландии и Израиле. Умер в израильской тюрьме после 87-дневной голодовки, проводившейся им в знак протеста против административного задержания.

## Биография
Аднан был представителем ПИД на Западном берегу реки Иордан с 2000 по 2007 год (основная часть этого периода пришлась на время второй интифады). Аднан десять раз попадал в израильскую тюрьму и отсидел несколько сроков за свою деятельность в рядах группировки, в частности, в качестве её спикера в регионе. Вместе с тем, по заявлению членов его семьи, он никогда не выступал в качестве члена вооружённого крыла ПИД и не обвинялся в этом Израилем.

За свою жизнь Хадер Аднан провел в тюрьме около восьми лет, в том числе в рамках процедуры административного задержания, по которой подозреваемые в терроризме могут быть превентивно задержаны и неограниченное время содержаться в израильской тюрьме без предъявления обвинения. Их адвокатам не предъявляют доказательства против подзащитных, за исключением краткого изложения подозрений. 

Эстергит, посвященный Аднану

В декабре 2011 года Аднан был арестован и заключён под стражу, а на следующий день в знак протеста против условий содержания объявил голодовку. Государственная тюремная служба Израиля согласилась освободить Аднана 17 апреля 2012 года и прекратить его 66-дневную голодовку, которая на тот момент была самой продолжительной в истории частично признанного Государства Палестина.
В 2015 году Аднан держал голодовку 55 дней, и ПИД грозил разорвать перемирие, достигнутое в предыдущем году после операции «Нерушимая скала», если он умрет в тюрьме. Под конец голодовки Аднан сделался медийной персоной. Его посещали депутаты Кнессета, а арабский медицинский персонал больницы, где он голодал, делал с ним селфи. В итоге Аднана выпустили из гуманитарных соображений; после освобождения израильские телеканалы брали у него интервью на дому.
Предполагалось, что он не вернется к террористической деятельности. Тем не менее, с тех пор он еще несколько раз задерживался по подозрению в планировании терактов и подстрекательстве к вооруженному насилию. В 2018 году, в рамках сделки со следствием, он признал, что является членом запрещённой группировки ПИД.
В последний раз Хадер Аднан был арестован 5 февраля 2023 года и начал голодовку. При этом, по израильским данным, он отказывался проходить медицинские осмотры и лечение в тюрьме. В ночь на вторник 2 мая, он был найден в своей камере без сознания. Его доставили в больницу «Асаф ха-Рофе» в Црифине, где врачи попытались проделать комплекс реанимационных процедур, но в итоге 2 мая 2023 года Аднан скончался в возрасте 45 лет после очередной, 87-дневной, голодовки.
Когда стало известно о смерти Аднана, в Палестине была объявлена всеобщая забастовка. Из сектора Газа по Израилю были выпущены ракеты. В ответ израильские истребители нанесли авиаудары по точкам в Газе, в результате чего, по сообщению администрации ХАМАС, погиб 58-летний мужчина и пять человек получили ранения; об их принадлежности к террористическим группировкам не сообщается.